# Neophyllobius sturmerwoodi
Neophyllobius sturmerwoodi är en spindeldjursart som beskrevs av Bolland 1991. Neophyllobius sturmerwoodi ingår i släktet Neophyllobius och familjen Camerobiidae. Inga underarter finns listade i Catalogue of Life.